# ウバンギ川

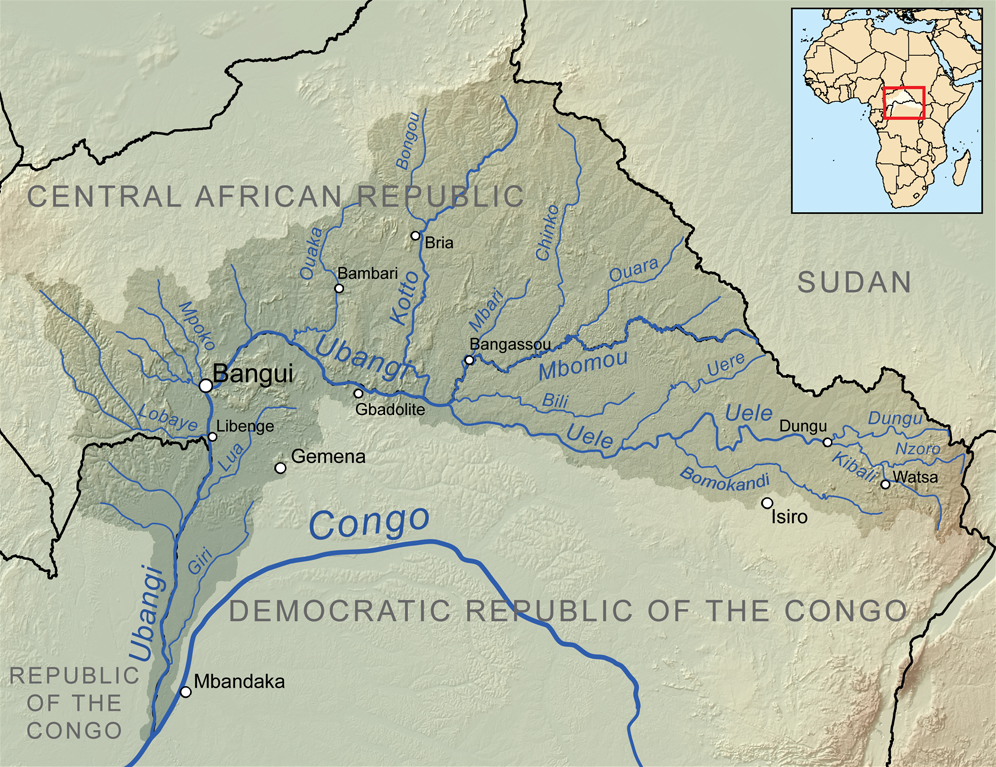
ウバンギ川の流域

トランスアクア計画

ウバンギ川（ウバンギがわ）は、アフリカ中部にあるコンゴ川支流の河川である。ムボム川とウエレ川の合流点に始まり、西に約350km流れた後南東に向きをかえ、中央アフリカ共和国の首都バンギを通り南へさらに500km流れコンゴ川に合流する。
バンギの下流100kmまでは中央アフリカ共和国とコンゴ民主共和国との国境に、それからはコンゴ共和国とコンゴ民主共和国との国境になっている。
下流域一帯の広大な森林地帯にはカバ、アフリカハゲコウ、ペリカン、アフリカスイギュウ、ボノボ、マルミミゾウ、ヒョウ、ムラサキサギ、ゴリラなどが生息しており、川にはディスティコドゥス科、コイ科、キタリヌス科、ヒレナマズ科などの魚類が生息している。一帯にはアブラヤシやカカオの栽培も行われており、漁業とヤシ酒の生産も行われる。イベンガ川との合流点付近からコンゴ川に流入する川口までの川沿いの広大の地域はラムサール条約に登録されている。

## 河川交通
中央アフリカでは道路網の構築が遅れており、ウバンギ川の河川航路が重要な交通手段となっている。

## 支流
- ウエレ川（英語版）
  - ムボム川（英語版）
  - シンコ川
  - モターバ川（英語版）
  - イベンガ川（英語版）